# Es ist Juli
Est is Juli è l'album d'esordio del gruppo pop rock tedesco Juli. È stato pubblicato nel 2004 dalla Universal Records.

## Tracce
- Warum - 3:46
- Sterne - 4:00
- Geile Zeit - 3:46
- Tage wie dieser - 3:25
- Tränenschwer - 3:27
- Perfekte Welle - 3:20
- Regen und Meer - 3:37
- November - 2:59
- Anders - 3:09
- Kurz vor der Sonne - 3:15
- Ich verschwinde - 3:40
- Wenn du lachst - 3:48

## Singoli
- Perfekte Welle
- Geile Zeit
- Regen und Meer
- Warum
- November

### Classifiche
| Nazione  | Posizione | Certificazioni     | Vendite |
| -------- | --------- | ------------------ | ------- |
| Germania | 2         | 3x Platino         | 700.000 |
| Austria  | 4         | 1x Platino, 1x Oro | 700.000 |
| Svizzera | 7         | 1x Platino, 1x Oro | 700.000 |